# Quercus frutex
Quercus frutex — вид рослин з родини букових (Fagaceae), ендемік півдня Мексики.

## Опис
Це кореневищний чагарник, зазвичай заввишки 1–2 м або менше, але іноді це може бути дерево заввишки до 5–7 м.

## Середовище проживання
Ендемік Мексики (Тласкала, Пуебла, Оахака, Мічоакан, штат Мехіко, Федеральний округ Мексики, Ідальго); росте на висотах від 2300 до 3000 метрів.